# Jonathan India
Jonathan India (Fort Lauderdale, Florida, 15 de diciembre de 1996) es un jugador profesional estadounidense de béisbol que se desempeña en la posición de segunda base en Kansas City Royals, equipo de las Grandes Ligas de Béisbol (MLB).

## Carrera
Fue seleccionado en la primera ronda en el Draft de la MLB de 2018. En 2021 hizo su debut profesional con el equipo Cincinnati Reds, donde lleva jugando cuatro temporadas.